# Witania ospała
Witania ospała (Withania somnifera), ashwagandha (sanskr. ashwa ‘koń’, gandha ‘zapach’), żeń-szeń indyjski, śpioszyn lekarski, wiśnia zimowa – gatunek rośliny z rodziny psiankowatych (Solanaceae). Naturalnie występuje w suchych rejonach klimatu tropikalnego oraz subtropikalnego, tj. w Afryce, Azji (sięgając na wschodzie do Indii i Sri Lanki), a także w południowej Europie (Hiszpania, Włochy i Grecja). Jest to niewielki krzew o wydłużonych, matowych liściach oraz kwiatach w kształcie dzwonków, rozwijających się w pomarańczowo-czerwone, okrągłe owoce.

## Zastosowanie
Korzenie oraz owoce tego gatunku wykorzystywane są w hinduskiej medycynie ludowej (Ayurweda) oraz jako suplement diety. Z uwagi na zawartość wielu biologicznie czynnych związków chemicznych (m.in. alkaloidów, witanolidów, sitoinozydów oraz saponin) witania jest uznawana za adaptogen.
Badanie z wykorzystaniem podwójnie ślepej próby z placebo, przeprowadzone na pacjentach cierpiących z powodu podwyższonego stresu wykazało, że podawanie przez 60 dni stężonego ekstraktu z korzenia witanii obniża poziom tribuliny (białka będącego klinicznym wskaźnikiem lęku) w mózgu, a także kortyzolu (tzw. „hormonu stresu”) w osoczu krwi.
Kolejne badanie przeprowadzone z wykorzystaniem podwójnej ślepej próby z placebo wykazało, że ekstrakt z witanii zwiększa tolerancję organizmu na wysiłek i wytrzymałość na zmęczenie. Badaniu zostały poddane osoby regularnie ćwiczące na siłowni. W grupie stosującej ashwagandhę zaobserwowano istotny statystycznie wzrost siły mięśni oraz masy mięśniowej (zwiększenie obwodów bicepsów oraz klatki piersiowej), a także wzrost poziomów testosteronu oraz kinazy kreatynowej w osoczu krwi, w porównaniu z grupą kontrolną.
Inne postulowane właściwości lecznicze (dotyczące m.in. poprawy funkcji poznawczych, zwiększenia odporności, wspomagania płodności oraz funkcji seksualnych) nie zostały potwierdzone w badaniach naukowych. W badaniach na modelach zwierzęcych oraz liniach komórkowych zaobserwowano właściwości antyoksydacyjne, antybakteryjne i antynowotworowe, jednak nie potwierdzono ich w badaniach klinicznych na ludziach.
Do najczęściej opisywanych skutków ubocznych wynikających ze stosowania ashwagandhy zalicza się nudności, wymioty i zaburzenia żołądkowo-jelitowe. Ponadto może wchodzić w interakcje z lekami oddziałującymi na ośrodkowy układ nerwowy.